# Alexsandro de Souza
»Alex« (s pravim imenom Alexsandro de Souza), brazilski nogometaš in trener, * 14. september 1977, Curitiba, Brazilija.
Sodeloval je na nogometnemu delu poletnih olimpijskih iger leta 2000.